# Эберт, Фридрих (младший)
Фридрих Эберт-младший (нем. Friedrich Ebert junior; 12 сентября 1894, Бремен, Германская империя — 4 декабря 1979, Восточный Берлин, Германская Демократическая Республика) — немецкий политический и государственный деятель, член Социал-демократической и Социалистической единой партий Германии, член Рейхстага и Народной палаты ГДР, обер-бургомистр Восточного Берлина с 30 ноября 1948 по 5 июля 1967 года, и. о. председателя Государственного совета ГДР с 1 августа по 3 октября 1973 года.

## Биография

### Молодые годы

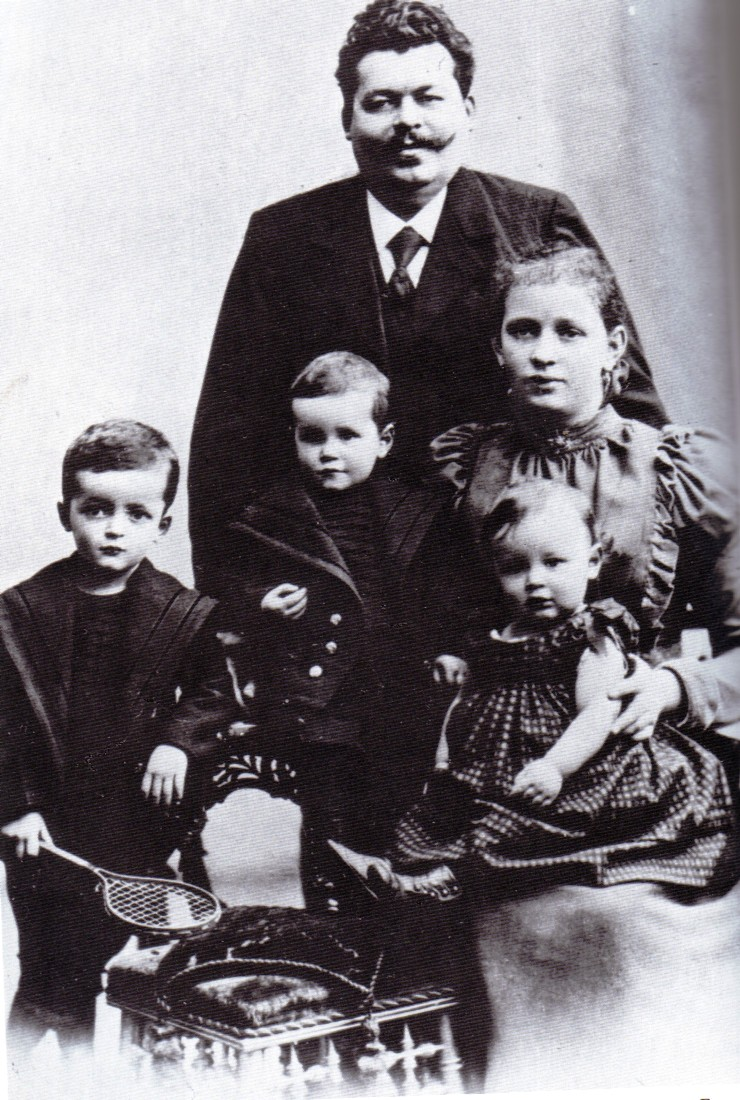
Семья Эбертов, Рождество 1898 года.

Фридрих Эберт-младший родился 12 сентября 1894 года в городе Бремен в семье Луизы и Фридриха Эбертов. После того как отец стал генеральным секретарём Социал-демократической партии Германии, семья переехала в окрестности Берлина, где к ним приходили Август Бебель, Пауль Зингер, Герман Мюллер, Вильгельм Пфанкух, и эта политическая среда оказала на младшего Фридриха сильное влияние.
В 1901—1909 годах Эберт учился в начальной школе Бремена, а позже Берлина. В 1909—1913 годах учился печатному делу и поступил на работу наборщиком на Ораниенштрассе в Кройцберге. В 1910 году вступил в Социалистическую рабочую молодежь и начал учиться в Трудовой рабочей молодёжной ассоциации образования, где изучал работы Карла Маркса, Фридриха Энгельса, Фердинанда Лассаля, Августа Бебеля и Франца Меринга, а в 1913 году вступил в Социал-демократическую партию Германии. Среди товарищей он был известен под псевдонимом «Фриц Эберт» (нем. Fritz Ebert). Через некоторое время, из-за разницы во взглядах и неприятия авторитарности отца, Эберт-младший уехал в Нюрнберг, где поступил на работу в издательство «Fränkische Tagespost» и попробовал себя в журналистике. 21 декабря 1915 года был призван в армию, и как пехотинец участвовал в Первой мировой войне, на французском и русском фронтах. На последнем, Эберт-младший был тяжело ранен и отправлен в госпиталь, в то время как два его брата погибли. После этого остался на службе у телефона, а 25 декабря 1918 года уволен из армии и отправился в Берлин.

### При Веймарской республике
После падения монархии, 11 февраля 1919 года Фридрих Эберт-старший был избран первым рейхспрезидентом Веймарской республики. В это время, Эберт-младший работал в различных социал-демократических газетах, в частности с 1919 по 1925 год — в «Форвертс». С 1923 по 1925 год Эберт был членом пресс-службы СДПГ, а в 1924 году вступил в Рейхсбаннер. С 1925 по 1933 год Эберт-младший был редактором в газете Brandenburger Zeitung Отто Сидова в Бранденбурге-на-Хафеле. С 1927 года был членом городского совета Бранденбурга, с 1930 по 1933 год — председателем совета, и в то же время — членом правления Немецкой ассоциации городов от провинции Бранденбург. Кроме этого он входил в состав совета СДПГ в Бранденбурге, в начале 1930-х — в Государственный совет Пруссии. 20 мая 1928 года Эберт был избран членом рейхстага от 4-го округа Потсдама. В 1929 году стал членом городского совета Бранденбурга-на-Хафеле.

### В период Третьего рейха
В начале 1930-х годов в условиях подъёма национал-социалистов у Эберта-младшего накалились отношения с коммунистами, в частности с Вальтером Ульбрихтом, в то время как председатель Коммунистической партии Макс Герм обвинял Эберта в ревизионизме. После Лейпцигского съезда СДПГ в мае 1931 года он был назначен руководителем создания Железного фронта в Бранденбурге-на-Хафеле в целях самообороны от угрозы, исходящей от нацистов. 28 февраля 1933 года, после поджога Рейхстага, нацисты в интересах общественной безопасности запретили газету «Brandenburgische Zeitung», вследствие чего Эберт потерял доход как главный редактор. 1 марта полиция обыскала его квартиру. На первом заседании городского совета после переизбрания 12 марта, нацисты вынудили Эберта и его коллег по партии выйти из зала заседаний. Однако 23 марта в Рейхстаге Эберт-младший вместе с коллегами по партии и нацистами голосовал за запрет Коммунистической партии.

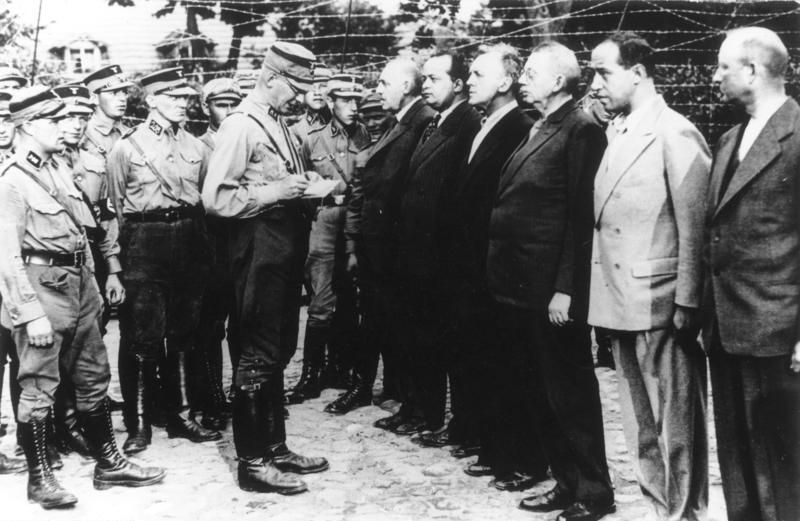
Концентрационный лагерь Ораниенбург, август 1933 года, слева направо: Курт Магнус, Ганс Флеш, Генрих Гизекке, Альфред Браун, Фридрих Эберт и Эрнст Хейльман

После окончательного прихода к власти нацистов, 22 июня 1933 года рейхспрезидент распустил Рейхстаг, и Фридрих Эберт-младший остался без средств к существованию. С этого времени он жил у матери в доме № 8 на Дуйсбург-штрассе в Вильмерсдорфе, где 1 июля и был арестован гестапо за незаконное ведение политической деятельности, после чего в течение восьми месяцев содержался в различных концлагерях после перевода 8 августа в Ораниенбург, а затем — в Лихтенбург и Бёргермур, где к нему применялись пытки. После освобождения в декабре 1933 года находился под постоянным надзором полиции и практически не работал, за исключением разовых работ в типографии, гаражной мастерской и владения небольшой автозаправочной станцией в Йоханнистале. Он жил в доме № 9 на Вальд-штрассе, но в 1938 году после самоубийства жены переехал с двумя детьми в дом № 14 на Бруннер-штрассе в Митте. В рамках мобилизации 26 августа 1939 года в 45-летнем возрасте был призван в вермахт и принял участие во вторжении в Польшу, но уже 17 мая 1940 года был списан с военной службы по возрасту. Впоследствии работал в отделе упаковки журнала «Рейхсферлагсамт» — официального издания министерства внутренних дел, несмотря на то, что находился под постоянным надзором полиции как «ненадёжный элемент». В это время он не проявлял активного сопротивления, но поддерживал контакты с коммунистами Вольфгангом Лангхоффом и Робертом Уригом, членами организации «Красная капелла» Генрихом Шеелем и Фрицем Кремером. После того, как в ночь с 22 на 23 ноября 1943 года квартира Эберта выгорела в результате взрыва, он поселился в беседке у дома № 34 на Спинола-штрассе в Карове у бывшего депутата рейхстага и социал-демократа Фридриха Пайне, где и жил до 1945 года.

### На руководящих постах в Германской Демократической Республике

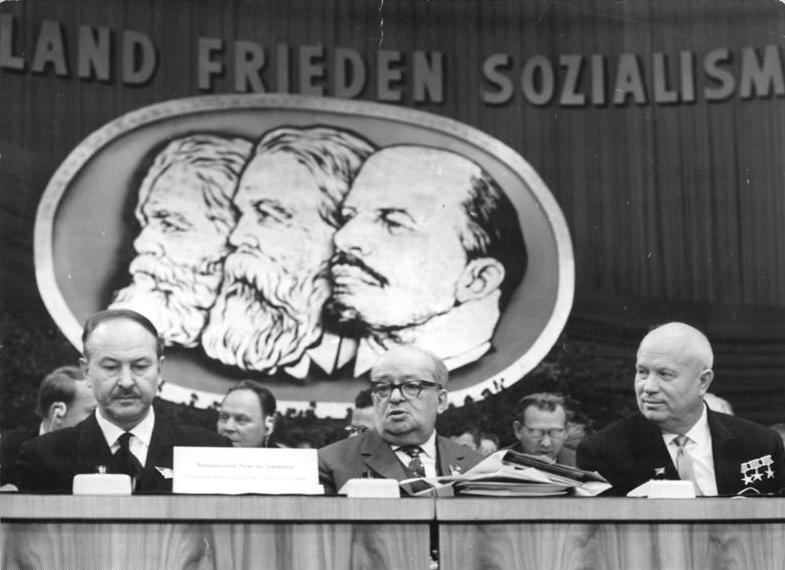
Борис Пономарёв, Эберт-младший, Никита Хрущёв, партийный съезд СЕПГ, 15 января 1963 года.

После капитуляции Германии и крушения нацистского режима Фридрих Эберт-младший занялся восстановлением структур СДПГ и стал председателем отделения партии в провинции Бранденбург. Будучи сыном бывшего рейхспрезидента, Эберт стал одним из ведущих политических лидеров Восточной Германии, сотрудничал с лидерами Коммунистической партии, нацеленных на союз с СДПГ, понимая роль его отца в расчленении единства немецкого рабочего класса в 1918 году. Эберт-младший сыграл важную роль в слиянии СДПГ и КПГ в Социалистическую единую партию Германии в советской зоне оккупации Германии, после чего стал с 1946 года членом Центрального комитета и с 1949 года Политбюро ЦК СЕПГ. В 1946 году Советской военной администрацией в Германии он был назначен членом Консультативной ассамблеи Бранденбурга, и стал её председателем. После выборов в советской зоне оккупации, 22 ноября 1946 года он стал председателем ландтага Бранденбурга, и занимал этот пост до 12 февраля 1949 года. По некоторым данным, в 1948 году он хотел бежать на Запад с другом, бывшим членом Политбюро ЦК СЕПГ Эрихом Гнифке, но слишком поздно получил сообщение о дате отъезде и остался в ГДР. После этого, по рекомендации Вильгельма Пика, 30 ноября 1948 года Эберт был назначен первым обер-бургомистром Восточного Берлина, что не было признано западными странами. После этого он переехал в дом № 13 на Ваншаффе-штрассе в Нидершёнхаузене.
13 августа 1961 года была закрыта граница между Восточным и Западным Берлином, построена Берлинская стена. Сделав многое для восстановления и развития послевоенного Берлина в политической, экономической и административной сферах, 5 июля 1967 года Эберт вышел в отставку с поста обер-бургомистра по состоянию здоровья и под давлением партийного руководства. Под руководством Эберта была проведена реставрация Бранденбургских ворот, Красной ратуши, Цейхгауза и Берлинской государственной оперы, возведены дома на Сталиналлее, но в то же время снесён Городской дворец. Сам Эберт проживал в это время на улице Маяковскиринг в округе Панков.

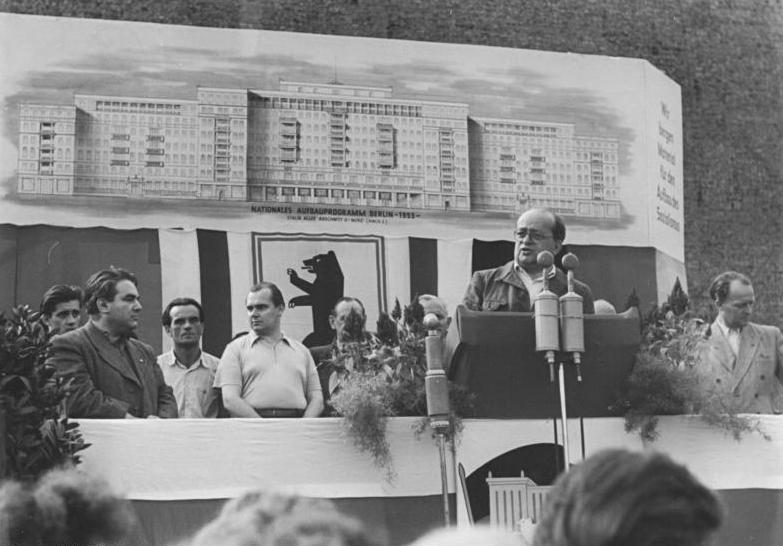
Фридрих Эберт-младший даёт старт Национальной программе реконструкции[нем.] Берлина, Сталиналлее, 16 октября 1952 года.
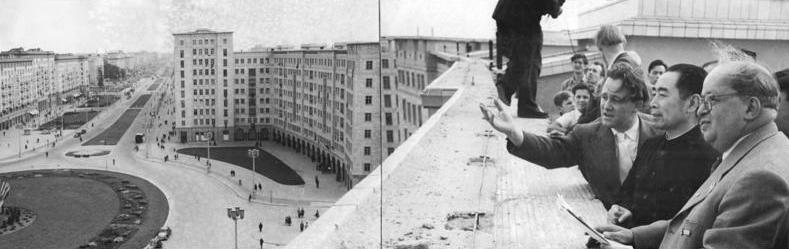
Эберт-младший и премьер Госсовета КНР Чжоу Эньлай на строительстве в Берлине, 24 июля 1954 года.

С момента основания Германской Демократической Республики 7 сентября 1949 года, Эберт-младший являлся членом Народной палаты. С 1950 по 1963 год, и с 1971 года занимал должность заместителя президента Народной палаты, совмещая с постом председателя фракции СЕПГ. С 1950 по 1958 год был президентом Общества германо-советской дружбы, а с 1957 по 1964 год — президентом организации городов и муниципалитетов ГДР. С 1969 года состоял в членах Национального совета Национального фронта.
12 сентября 1960 года был избран в члены Государственного совета. 26 ноября 1971 года избран заместителем председателя Государственного совета. С 1 августа по 3 октября 1973 года являлся исполняющим обязанности председателя Государственного совета и фактически возглавлял ГДР. 29 октября 1976 года переизбран на поста заместителя председателя Государственного совета. В этих качествах он принимал участие в аккредитации многочисленных послов после во время волны дипломатического признания ГДР разными странами мира, начавшейся в 1972 году, а также совершил большое количество поездок в Западную Европу и на Ближний Восток.

### Смерть и похороны

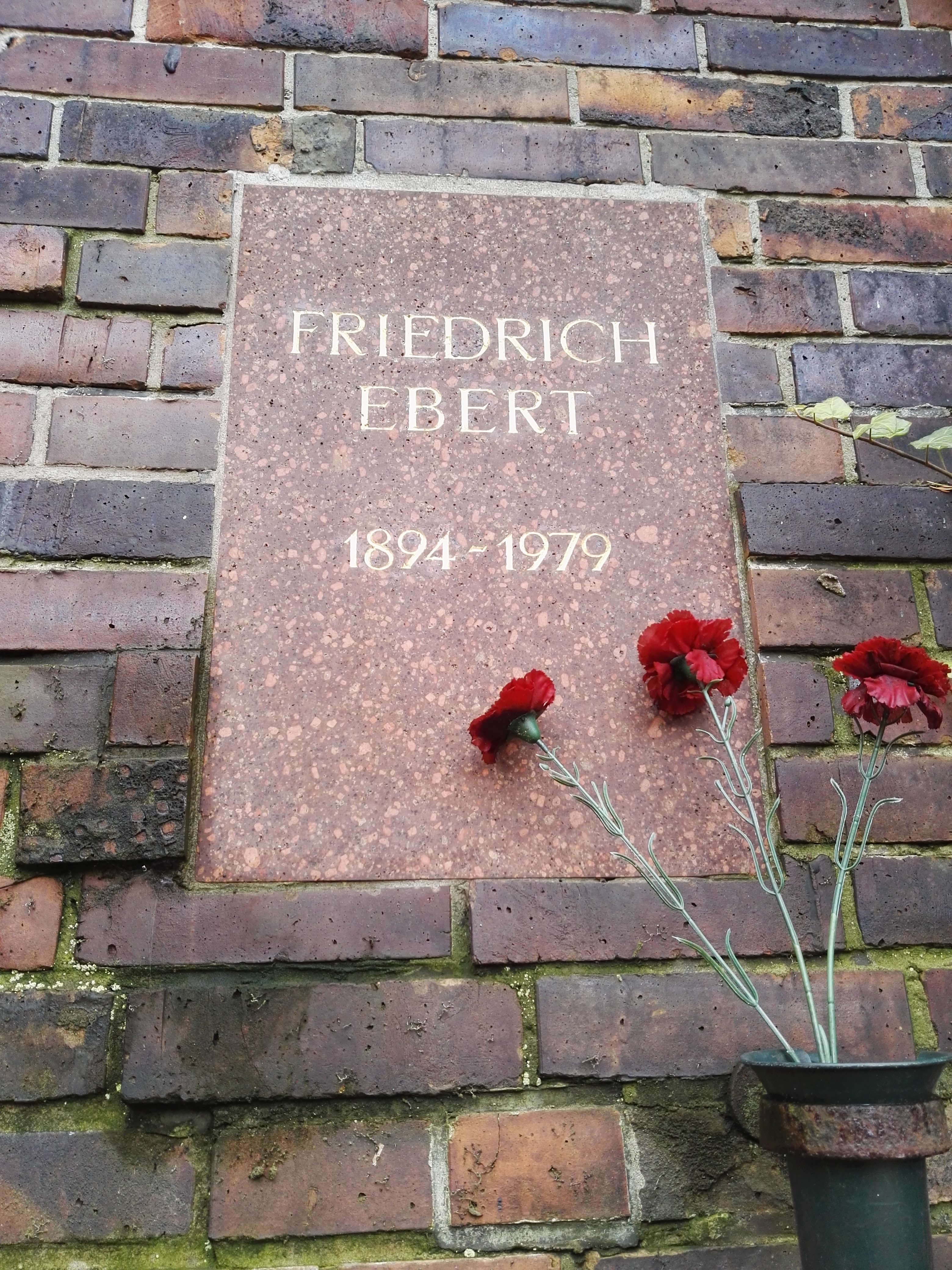
Надгробие Эберта

Фридрих Эберт-младший скончался 4 декабря 1979 года от сердечной недостаточности в возрасте 85 лет в Восточном Берлине. 8 декабря урна с его прахом была захоронена в стене Мемориала социалистов на Центральном кладбище Фридрихсфельде в районе Лихтенберг.

## Личная жизнь
12 октября 1920 года Фридрих Эберт-младший женился на Йоханне Элизабет Фольман, на два года его младше, работавшей в потребительском кооперативе. У них было двое сыновей: Фридрих (род. 18 июля 1927) и Георг (1931—2020). 28 февраля 1938 года Йоханна покончила жизнь самоубийством. 18 апреля 1940 года женился во второй раз на Марии Кох.
Фридрих Эберт-старший скончался 28 февраля 1925 года и по завещанию был похоронен в Гейдельберге. Вдова Эберта-старшего и мать Эберта-младшего Луиза проживала вместе с сыном Карлом в Гейдельберге до своей смерти в 1955 году.

## Награды

### ГДР
- Звание «Герой труда» (1959, 1964)[24][5].
- Орден Карла Маркса (1954, 1969)[25][5].
- Орден Знамени Труда I класса (1960)[25][5].
- Большая Золотая «Звезда дружбы народов» (1979)[26][5].
- Орден «За заслуги перед Отечеством» — Золото (1954), Почётная пряжка в золоте (1965)[5][25].
- Медаль «За борьбу против фашизма» (1958)[5][25].

После отставки с поста мэра, 5 июля 1967 года магистрат Восточного Берлина присвоил Эберту почетное гражданство с формулировкой, что «работа Фридриха Эберта всегда была связана с Берлином. Он заработал всю любовь и уважение Берлина». Он стал третьим почётным гражданином Берлина после Вильгельма Пика и Вальтера Ульбрихта. После объединения Германии в 1992 году присвоенное Эберту почётное звание было признано недействительным Сенатом Берлина.

### СССР
- Орден Ленина (н/д)[27].
- Орден Дружбы народов (1974)[28].

## Работы
- Reden und Aufsätze zur deutsch-sowjetischen Freundschaft. Verlag Kultur und Fortschritt, Berlin 1959
- Einheit der Arbeiterklasse — Unterpfand des Sieges: Ausgewählte Reden und Aufsätze. Dietz-Verlag, Berlin 1959
- Der Sozialismus, die Zukunft Deutschlands: Ausgewählte Reden und Aufsätze 1959—1964. Dietz-Verlag, Berlin 1964
- Der Sozialismus, das Glück und das Wohl des Volkes: Ausgewählte Reden und Aufsätze 1964—1969. Dietz-Verlag, Berlin 1969
- Sozialistische Demokratie, Pulsschlag unseres Lebens: Ausgewählte Reden und Aufsätze 1969—1974. Dietz-Verlag, Berlin 1974
- Einheit der Klasse, Macht der Klasse: ausgewählte Reden und Aufsätze. Dietz-Verlag, Berlin 1979